# Ulvsbo
Ulvsbo är en by i Okome socken,  Falkenbergs kommun. Inom byns gamla gränser ligger Avaresjön och Skinnsjön. Dessutom ligger delar av Stora Stavsjön inom byns ägovidd. Samtliga dessa insjöar ingår i Ätrans huvudavrinningsområde.